# Alex Forbes
Alexander Rooney  Forbes (Dundee, 21 gennaio 1925 – Dundee, 28 luglio 2014) è stato un calciatore scozzese, di ruolo mediano.

## Caratteristiche tecniche
Giocava nel ruolo di mediano laterale.

## Palmarès

### Club

#### Competizioni nazionali
- Campionato inglese: 1

Arsenal: 1952-1953
- Coppa d'Inghilterra: 1

Arsenal: 1949-1950
- Community Shield: 2

Arsenal: 1948, 1953